# Vitrinella eshnaurae
Vitrinella eshnaurae är en snäckart som beskrevs av Bartsch 1907. Vitrinella eshnaurae ingår i släktet Vitrinella och familjen Vitrinellidae. Inga underarter finns listade i Catalogue of Life.